# Aéroport international des Seychelles
L'aéroport international des Seychelles est un aéroport de l'île de Mahé, aux Seychelles.
L'aéroport héberge le siège social d'Air Seychelles.

## Situation
| Alphonse Assomption île aux Oiseaux Coëtivy D'Arros Denis Desroches Farquhar Frégate Marie Louise Platte Praslin Remire Mahé |

## Compagnies et destinations
| Compagnies         | Destinations |
| ------------------ | --- |
| Aeroflot           | Moscou Chérémétiévo |
| Air Austral        | La Réunion-R. Garros |
| Air Bucharest      | Bucarest-H. Coandă, Cluj-Napoca, Timişoara-T. Vuia |
| Air Seychelles     | - Antananarivo, - Bombay-Chhatrapati-Shivaji, - Colombo-Bandaranaike, - Johannesbourg OR Tambo, - Maurice-Sir Seewoosagur Ramgoolam - Île Praslin, - Tel Aviv - Ben Gourion En saison : Almaty, Malé Velana Charter : - Alphonse (en), - D'Arros (en), - Desroches (en), - Île aux Oiseaux, - Île Dennis (en), - Frégate Island (en) En saison charter : Bristol |
| Arkia              | En saison : Tel Aviv - Ben Gourion |
| B&H Airlines       | Sarajevo-Butmir |
| Bulgaria Air       | En saison charter : Sofia-Vrajdebna |
| Condor             | En saison : Francfort |
| Edelweiss Air      | En saison : Zurich |
| Emirates           | Antananarivo, Dubaï |
| Ethiopian Airlines | Addis-Abeba Bole |
| Etihad Airways     | Abou Dabi |
| Kenya Airways      | Nairobi-J. Kenyatta |
| Qatar Airways      | Doha-Hamad |
| SriLankan Airlines | Cootamundra |
| Turkish Airlines   | En saison : Istanbul |

Édité le 13/02/2020  Actualisé le 2/12/2023

## Galerie

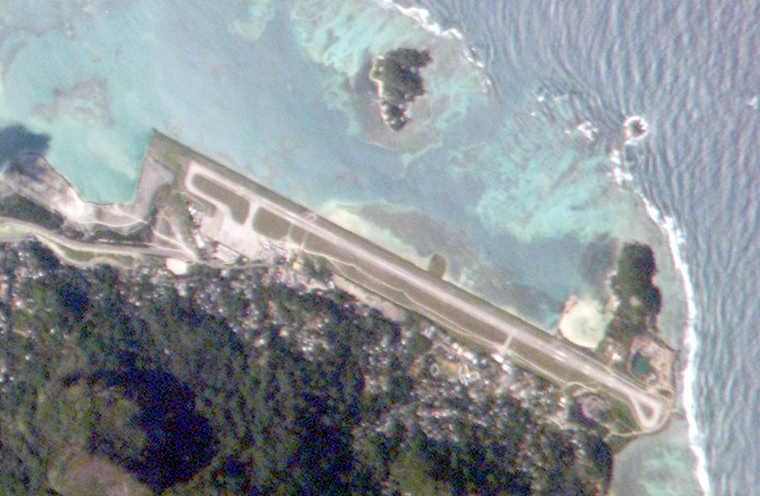
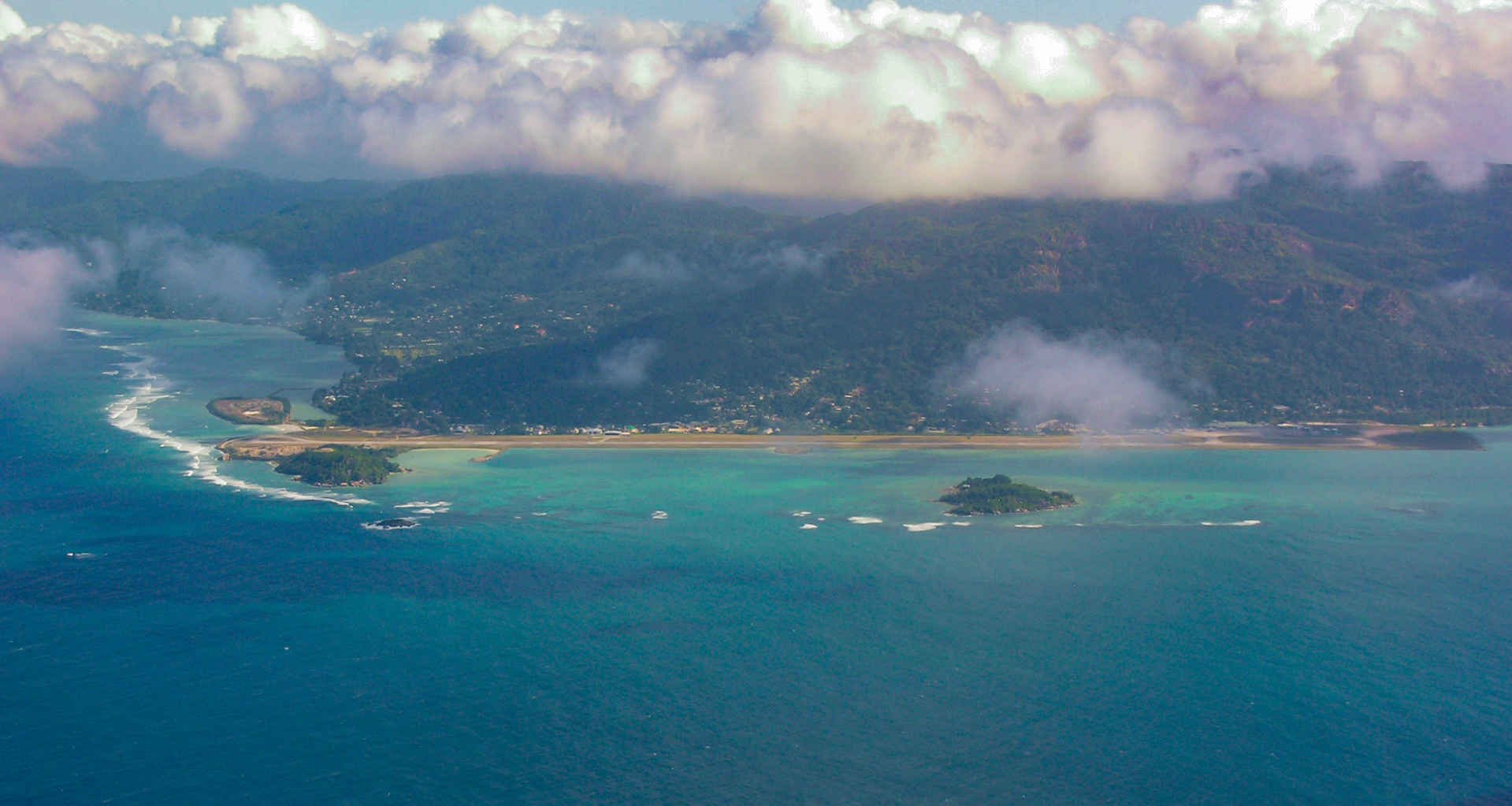
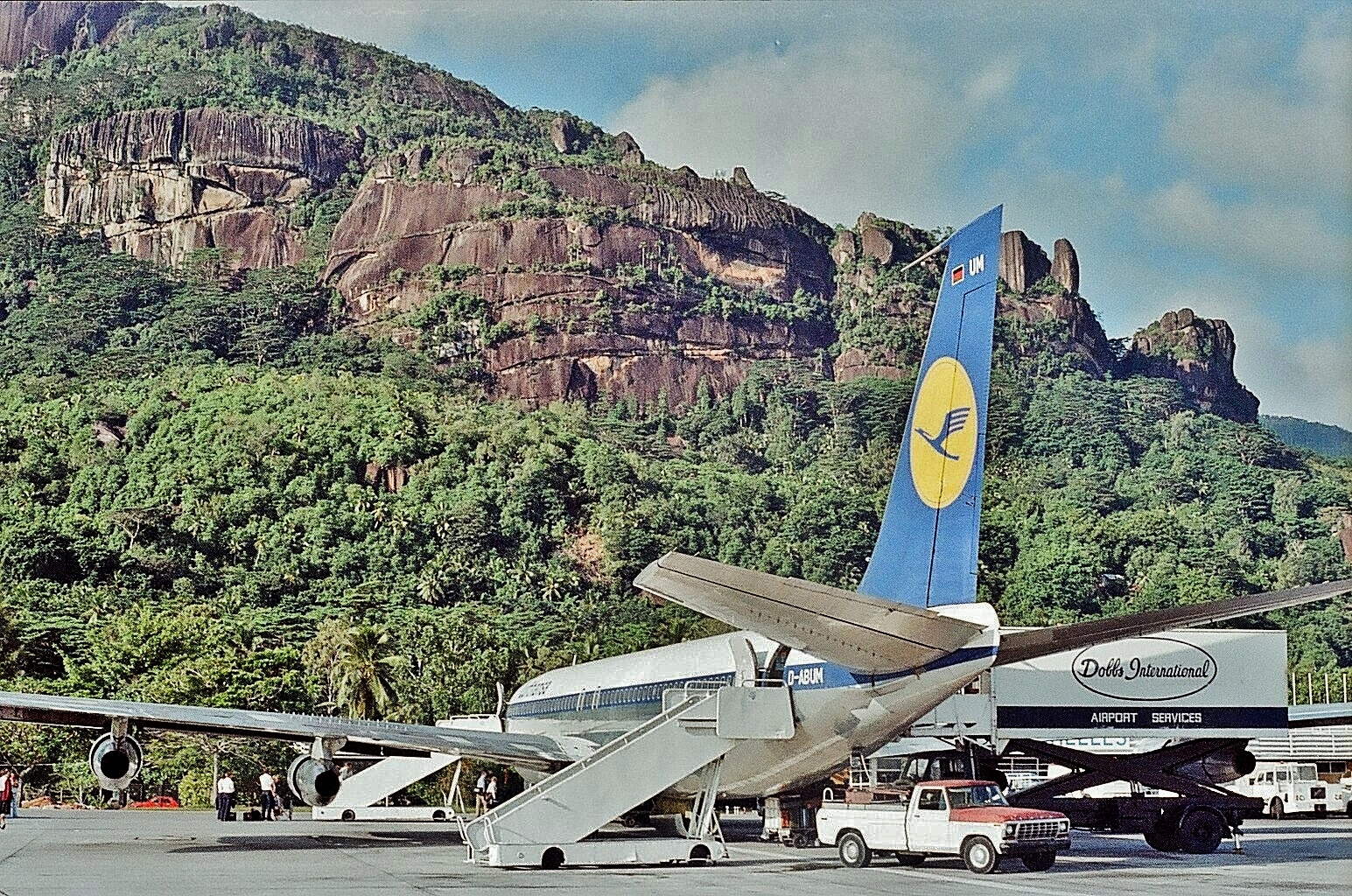
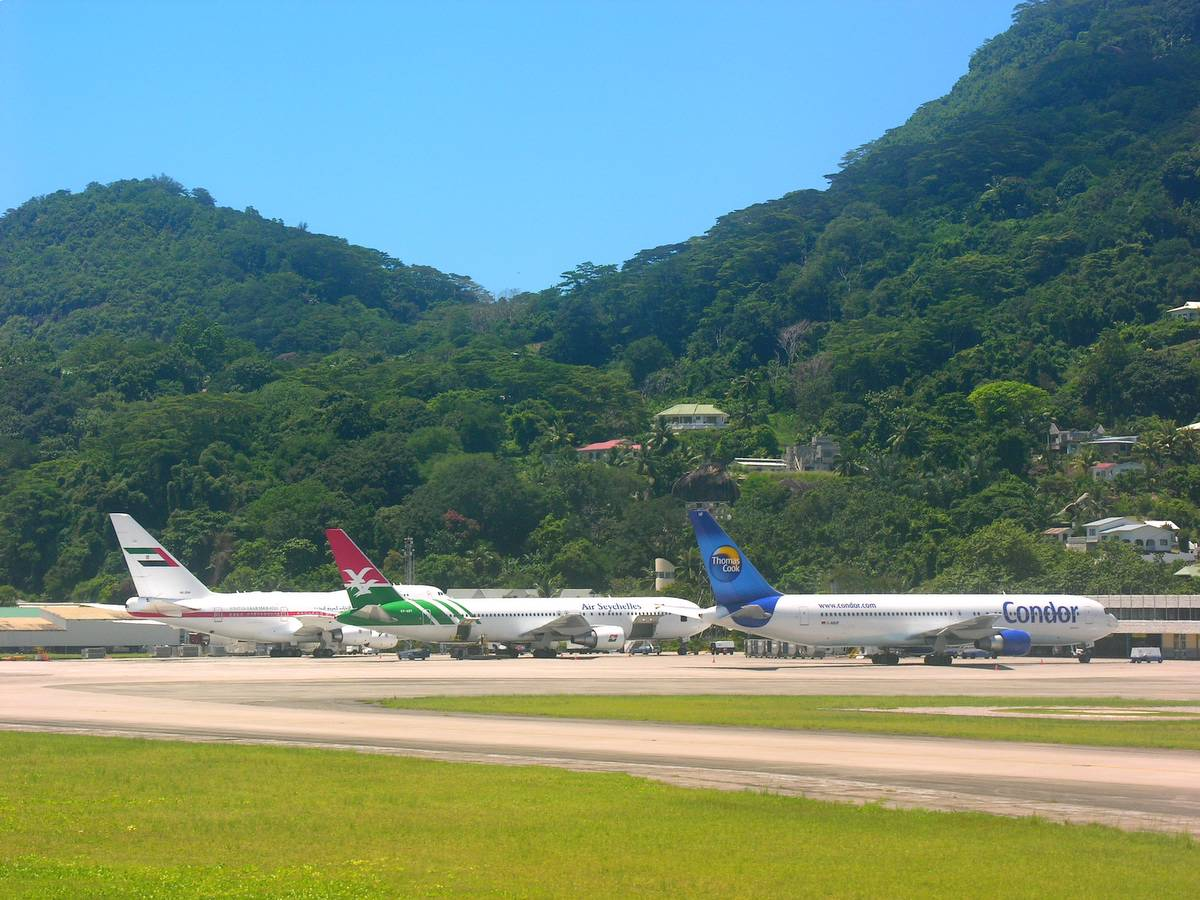

## Statistiques
Le graphique qui aurait dû être présenté ici ne peut pas être affiché car il utilise l'ancienne extension Graph, désactivée pour des questions de sécurité. Des indications pour créer un nouveau graphique avec la nouvelle extension Chart sont disponibles ici.

Voir la requête brute et les sources sur Wikidata.

## Annexe